# Премія свободи імені Рональда Рейгана
Премія свободи імені Рональда Рейгана (англ. Ronald Reagan Freedom Award) — цивільна нагорода, яка вручається приватною Президентською фундацією Рональда Рейгана тим, хто зробив «монументальний та тривалий внесок у розвиток свободи у всьому світі». Нагорода заснована самим Рональдом Рейганом — 40-м Президентом США.

## Історія нагородження
4 травня 1992 року, під час свого двотижневого туру до Сполучених Штатів, колишній генсек та президент СРСР Михайло Горбачов став першим, хто отримав премію свободи імені Рональда Рейгана. Під час церемонії нагородження Рейган описав Горбачова як «людину, чия блискуча спадщина буде жити вічно; людина великої енергії, принциповості і сили; гідний конкурент і надійний союзник; справжній світовий державний діяч».
9 листопада 1993 року Рональд Рейган нагородив генерала Коліна Лютера Павелла премією свободи.
18 листопада 1994 року за свою роль у підтримці миру на Близькому Сході нагороду отримав на той час прем'єр-міністр Ізраєлю Іцхак Рабин. 2 березня 1995 року відбулася церемонія, на якій Ненсі Рейган вручила нагороду замість свого чоловіка. Кілька місяців тому у Рональда Рейгана була діагностована хвороба Альцгеймера, і він не зміг бути присутнім на церемонії.
25 березня 1995 року, під час свого візиту до Каліфорнійського міста Сімі-Валлі, був нагороджений 3-й король Йорданії Хусейн бін Талал «за його роль у торішній новаторській Ізраїльсько-йорданській мирній угоді». Під час своєї промови Хусейн відзначив роль Іцхака Рабіна та палестинського лідера Ясіра Арафата за спільну роботу над «цією мрією про мир».
29 травня 1997 року на своє 94-річчя премію свободи отримав актор Боб Гоуп «за все, що він зробив для військових за понад півстоліття». На церемонії нагородження були присутні Ненсі Рейган, Вільям Коен, Мерв Ґріффін, Долорес Гоуп.
27 жовтня 1998 року нагороду отримала 71-й прем'єр-міністр Великої Британії Маргарет Тетчер. Після отримання нагороди від Ненсі Рейган Тетчер розповіла спогади про свого близького друга — Рональда Рейгана, якому вона приписує лідерство в боротьбі проти комунізму під час холодної війни.
5 квітня 2000 року нагороду отримав Біллі Грем.
8 березня 2002 року нагороду отримав Руді Джуліані «за його службу та підтримку після терористичних атак на США 11 вересня 2001 року».
6 лютого 2007 року нагороду отримав 41-й президент США Джордж Герберт Вокер Буш. Церемонія нагородження відбулася під час вечері в готелі The Beverly Hilton до 96-ї річниці від дня народження президента Рональда Рейгана. Під час церемонії з промовою виступили Мерв Ґріффін, Ендрю Кард та сам Джордж Герберт Вокер Буш.
17 вересня 2008 нагороду отримав ізраїльський державний та політичний діяч Натан Щаранський.
24 травня 2011 нагороду отримав колишній лідер «Солідарності» та колишній президент Польщі Лех Валенса. На церемонії нагородження було присутньо близько 500 політиків та бізнесменів.
7 березня 2022 року Президентська фундація Рональда Рейгана оголосила, що за свою мужню боротьбу з тиранією та за незламну позицію щодо свободи та демократії президент України Володимир Зеленський отримає Премію свободи імені Рональда Рейгана. Через події, які на той час відбувалися, а саме повномасштабне російське вторгнення в Україну 2022 року, Володимир Зеленський не міг персонально отримати нагороду, тому керівник фундації Фредерік Раян вручив медаль та лист послу України у США Оксані Маркаровій. Під час вручення нагороди, Фредерік Раян зазначив: «Це цінності та принципи, за які Рональд Рейган боровся все своє життя, і те, що сьогодні пропагує його фундація. Відданість президента Зеленського справі свободи є справді символом найвищого прагнення людини. Він заслуговує отримати цю нагороду».

## Список лауреатів
| Рік  |  | Ім'я                     | Діяльність                                                  | Коментар |
| ---- |  | ------------------------ | ----------------------------------------------------------- | --- |
| 1992 |  | Михайло Горбачов         | колишній Генсек та Президент СРСР                           | |
| 1993 |  | Колін Лютер Павелл       | колишній голова Об'єднаного комітету начальників штабів США | За віддану службу на захист свободи і миру, за надзвичайне керівництво збройними силами нашої нації та за просування ідеалів свободи та демократіїОригінальний текст (англ.) For dedicated service to the protection of liberty and peace, for extraordinary leadership of our nation's military and for promoting the ideals of freedom and democracy |
| 1994 |  | Іцхак Рабин              | колишній прем'єр-міністр Ізраєлю                            | За все, що він зробив для підтримки миру на Близькому СходіОригінальний текст (англ.) For all he's done to promote peace in the Middle East |
| 1995 |  | Хусейн бін Талал         | 3-й Король Йорданії                                         | За його роль у торішній новаторській Ізраїльсько-йорданській мирній угодіОригінальний текст (англ.) For his role in last year’s groundbreaking Middle East peace accord |
| 1997 |  | Боб Гоуп                 | комік, актор кіно й драматичного театру, ведучий            | За все, що він зробив для військових за понад півстоліттяОригінальний текст (англ.) For all that he's done for the military in more than half a century |
| 1998 |  | Маргарет Тетчер          | 71-й прем'єр-міністр Великої Британії                       | |
| 2000 |  | Біллі Грем               | релігійний та громадський діяч                              | |
| 2002 |  | Руді Джуліані            | колишній мер Нью-Йорка                                      | За його службу та підтримку після терористичних атак на США 11 вересня 2001 рокуОригінальний текст (англ.) For his service and support during the aftermath of September 11, 2001 terrorist attacks on the U.S. |
| 2007 |  | Джордж Герберт Вокер Буш | 41-й Президент США                                          | |
| 2008 |  | Натан Щаранський         | ізраїльський державний та політичний діяч                   | |
| 2011 |  | Лех Валенса              | колишній лідер «Солідарності», колишній Президент Польщі    | |
| 2022 |  | Володимир Зеленський     | 6-й Президент України                                       | За його мужню боротьбу з тиранією та за його незламну позицію щодо свободи та демократіїОригінальний текст (англ.) For his courageous fight against tyranny and for his indomitable stance for freedom and democracy |